# Chitimacha (jezik)
Chitimacha (CHIT-i-mə-SHAH ali chit-i-MAH-shə, Sitimaxa Sitimaxa) je jezikovni izolat, ki so ga zgodovinsko govorili pripadniki ljudstva Chitimacha v Louisiani, Združene države Amerike. Izumrl je leta 1940 s smrtjo zadnje tekoče govorike, Delphine Ducloux.
Čeprav se ne govori več, je precej obširno dokumentiran v delu (večinoma neobjavljenem) jezikoslovcev Morrisa Swadesha in Johna R. Swantona iz zgodnjega 20. stoletja. Swadesh je zlasti napisal celotno slovnico in slovar ter zbral številna besedila od zadnjih dveh govorcev, čeprav nič od tega ni objavljeno.
Prizadevanja za oživitev jezika so v teku, da bi jezik poučili novo generacijo govorcev. Pripadniki plemena so prejeli programsko opremo Rosetta Stone za učenje jezika. Od leta 2015 je v pripravi nov slovar Chitimacha, pouk pa poteka na rezervatu Chitimacha.

## Razvrstitev
Nedavno je bilo predlagano, da je Chitimacha soroden ali član hipotetične jezikovne družine Totozoquean. Avtomatizirana računalniška analiza (ASJP 4) Müllerja et al. (2013) je odkrila leksikalne podobnosti med Chitimacha jezikom, Huave jezikom in totozoqueanskimi jeziki. Ker pa je bila analiza samodejno ustvarjena, bi lahko bila skupina posledica medsebojnega leksikalnega izposojanja ali genetskega dedovanja.
Prejšnji, bolj špekulativen predlog je nakazoval sorodnost s prav tako hipotetično skupino "Gulf jezikov" Zalivskih jezikov]].